# Neptun 156

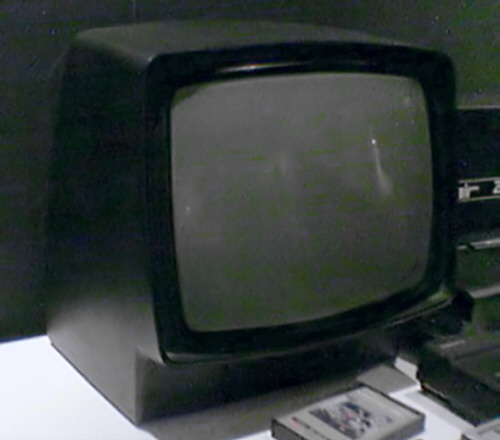
Neptun 156

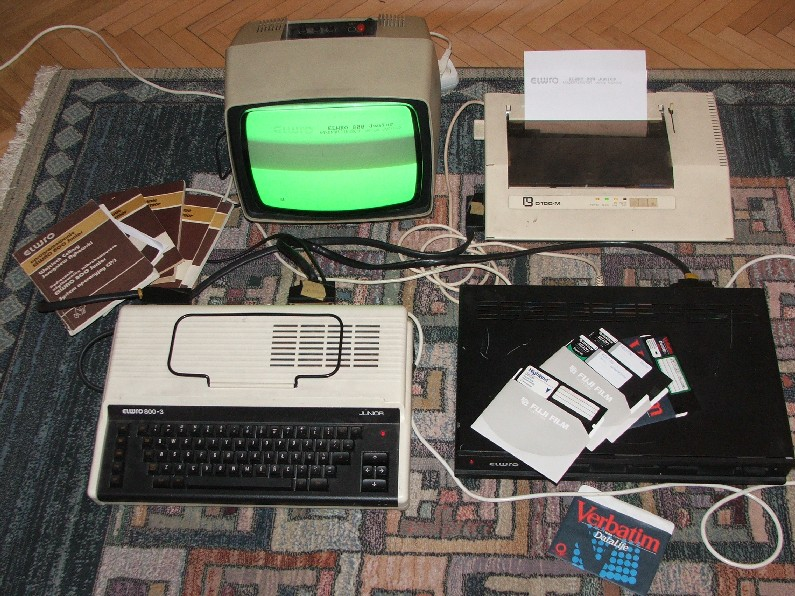
Neptun 156 w zestawie komputera Elwro 800 Junior.

Neptun 156 – popularny polski kineskopowy monitor komputerowy z lat osiemdziesiątych XX wieku, produkowany na podzespołach telewizora Neptun 150 przez Gdańskie Zakłady Elektroniczne „Unimor”. Przewidziany do pracy z parametrami odświeżania telewizora (CGA), potrafił pracować z kartą graficzną Hercules (dla poprawy jakości wymagał drobnej modyfikacji).

## Dane
- monitor monochromatyczny z zieloną (bursztynową) poświatą
- przekątna ekranu: 12"
- wejście: audio/wideo:
  - wtyczka DIN
  - impedancja: 75 Ω
  - czułość: 0,5-3,5 V
- rozdzielczość: 512 punktów na linię
- moc akustyczna: 1 W
- zasilanie:
  - sieć 220 V 45 W 50 Hz
  - akumulator samochodowy lub prostownik 10,5-15,2 V; 25 W
- wymiary: 340 × 320 x 280 mm
- masa: 9 kg

## Literatura
- Radioelektronik nr 9/86.